# Jacqueline Bouette de Blémur
 Jacqueline Bouette de Blémur ou Marie-Jacqueline Bouette de Blémur, connue sous le nom de Mère Saint-Benoît, est une religieuse bénédictine et écrivain mystique française du XVIIe siècle.

## Biographie
Cette historienne et religieuse a vécu entre 1618 et 1696. Elle a écrit plusieurs œuvres comme L'année bénédictine, Eloges de plusieurs personnes illustres en piété de l'Ordre de Saint-Benoît , Vies des saints, Abrégé de la vie de la vénérable mère Charlotte Le Sergent, religieuse de Montmartre, etc.